# Per Carlén
Per Carlén (19 de novembre de 1960), Karlstad, (Suècia) és un antic jugador i actual entrenador d'handbol suec.
Al costat de companys com Magnus Wislander, Staffan Olsson, Erik Hajas o Björn Jilsén, Carlén formà part de la brillant selecció de Suècia dels anys 80 i 90. Guanyà dues medalles de plata olímpiques. Amb la selecció disputà 329 partits i marcà 1032 gols. Pel que fa a clubs, destacà al BM Granollers on jugà durant quatre temporades. Amb el club suec Ystads IF guanyà la lliga del seu país. És pare del també jugador d'handbol Oscar Carlén.

## Trajectòria com a jugador
- HK Drott Halmstad
- IF Hellton (-1982)
- IK Heim Mölndal (1982-1983)
- HP Warta (1983-85)
- BM Granollers (1985-89)
- Atlético de Madrid (1989-91)
- Ystads IF (1991-00)

## Palmarès
- Campió del Món el 1990 a Praga
- Campió d'Europa el 1994
- 3r als Campionats del Món de 1993 i 1995
- Campió suec el 1992
- Participació a quatre Jocs Olímpics (1984, 1988, 1992 i 1996) amb dues medalles d'argent